# Magie noire (film, 1960)
Pour les articles homonymes, voir Magie noire.
Pour plus de détails, voir Fiche technique et Distribution.
Magie noire, également connu sous les titres La Main noire ou La Griffe du fakir (titre original : The Hypnotic Eye) est un film d'épouvante américain réalisé par George Blair et sorti en 1960.

## Fiche technique
- Titre français : Magie noire ou La Main noire ou La Griffe du fakir[1]
- Titre original : The Hypnotic Eye[2]
- Réalisation : George Blair
- Scénario : Gitta Woodfield, William Read Woodfield
- Photographie : Archie R. Dalzell
- Montage : William Austin
- Musique : Marlin Skiles
- Effets spéciaux : Milton Olsen
- Décors : Dave Milton
- Production : Charles B. Bloch, Ben Schwalb
- Sociétés de production : Allies Artists
- Format : Noir et blanc - 1,78:1 - Son mono - 35 mm
- Pays de production :  États-Unis
- Langue de tournage : anglais américain
- Genre : film d'épouvante
- Durée : 79 minutes
- Dates de sortie : 
  - États-Unis : 17 février 1960
  - France : 22 février 1961

## Distribution
- Jacques Bergerac : Desmond
- Allison Hayes : Justine
- Joe Patridge : Sergent Dave Kennedy
- Marcia Henderson : Marzia Blaine
- Guy Prescott : Dr Philip Hecht
- Merry Anders : Dodie Wilson
- Fred Demara : médecin de l'hôpital
- Lawrence Lipton : poète beatnik
- Eric Nord : joueur de bongo